# Kiểu dáng công nghiệp
Kiểu dáng công nghiệp là hình dáng bên ngoài của sản phẩm, được thể hiện bằng đường nét, hình khối, màu sắc hoặc sự kết hợp những yếu tố đó, có tính mới đối với thế giới và dùng làm mẫu để chế tạo sản phẩm công nghiệp hoặc thủ công nghiệp.

## Giải thích
- Hình dáng bên ngoài của sản phẩm là phần sản phẩm có thể nhận biết được bằng các giác quan (chủ yếu là mắt) trước khi kiểm nghiệm sản phẩm.
- Tính mới của kiểu dáng được xác định đối với cơ quan nhận đăng ký sở hữu công nghiệp:
  - Khác biệt cơ bản với các kiểu dáng công nghiệp đã được mô tả trong các đơn nộp cho cơ quan sở hữu công nghiệp
  - Khác biệt cơ bản với các kiểu dáng công nghiệp tương tự đã được công bố trong các nguồn thông tin như nguồn thông tin liên quan đến bảo hộ kiểu dáng công nghiệp ở nước ngoài, các nguồn thông tin khác
  - Chưa được bộc lộ công khai ở trong và ngoài nước tới mức căn cứ vào đó, chuyên gia có trình độ trung bình trong lĩnh vực tương ứng có thể thực hiện được kiểu dáng công nghiệp đó.
- Kiểu dáng công nghiệp phải có tính khả thi trong việc làm mẫu để chế tạo hàng loạt bằng công nghiệp hoặc thủ công nghiệp.
- Không được công nhận là kiểu dáng công nghiệp khi:
  - Hình dáng bên ngoài của sản phẩm được tạo ra một cách dễ dàng đối với chuyên gia có trình độ trung bình thuộc lĩnh vực tương ứng
  - Hình dáng bên ngoài do đặc tính kỹ thuật bắt buộc phải có
  - Hình dáng bên ngoài của các công trình xây dựng
  - Hình dáng các sản phẩm chỉ có giá trị thẩm mỹ

## Đơn đăng ký kiểu dáng công nghiệp
Đơn đăng ký kiểu dáng công nghiệp tại Việt nam phải bao gồm tối thiểu các tài liệu sau đây:
Đơn yêu cầu cấp Văn bằng bảo hộ (Theo mẫu)
Tài liệu, mẫu vật, thông tin thể hiện đối tượng sở hữu công nghiệp đăng ký bảo hộ (Bản mô tả kiểu dáng công nghiệp, bộ ảnh chụp và/hoặc bản vẽ kiểu dáng)
Giấy uỷ quyền, nếu đơn nộp thông qua đại diện;
Tài liệu chứng minh quyền đăng ký, nếu người nộp đơn thụ hưởng quyền đó của người khác;
Tài liệu chứng minh quyền ưu tiên, nếu có yêu cầu hưởng quyền ưu tiên;
Chứng từ nộp phí, lệ phí.
2. Thời hạn bảo hộ.
Bằng độc quyền kiểu dáng công nghiệp có hiệu lực từ ngày cấp và kéo dài đến hết năm năm kể từ ngày nộp đơn, có thể gia hạn hai lần liên tiếp, mỗi lần năm năm.